# Baidoa
Baidoa (Baydhabo en somali, ou Baydhowa) est une ville du sud-ouest de la Somalie. Elle est la capitale de la province de Bay.

## Géographie

### Situation

#### Localisation
La commune de Baidoa se situe dans le sud-ouest de la Somalie.

#### Voies de communication et transport
Baidoa possède un aéroport (code AITA : BIB).

### Urbanisme

#### Logement

Vues de Baidoa.
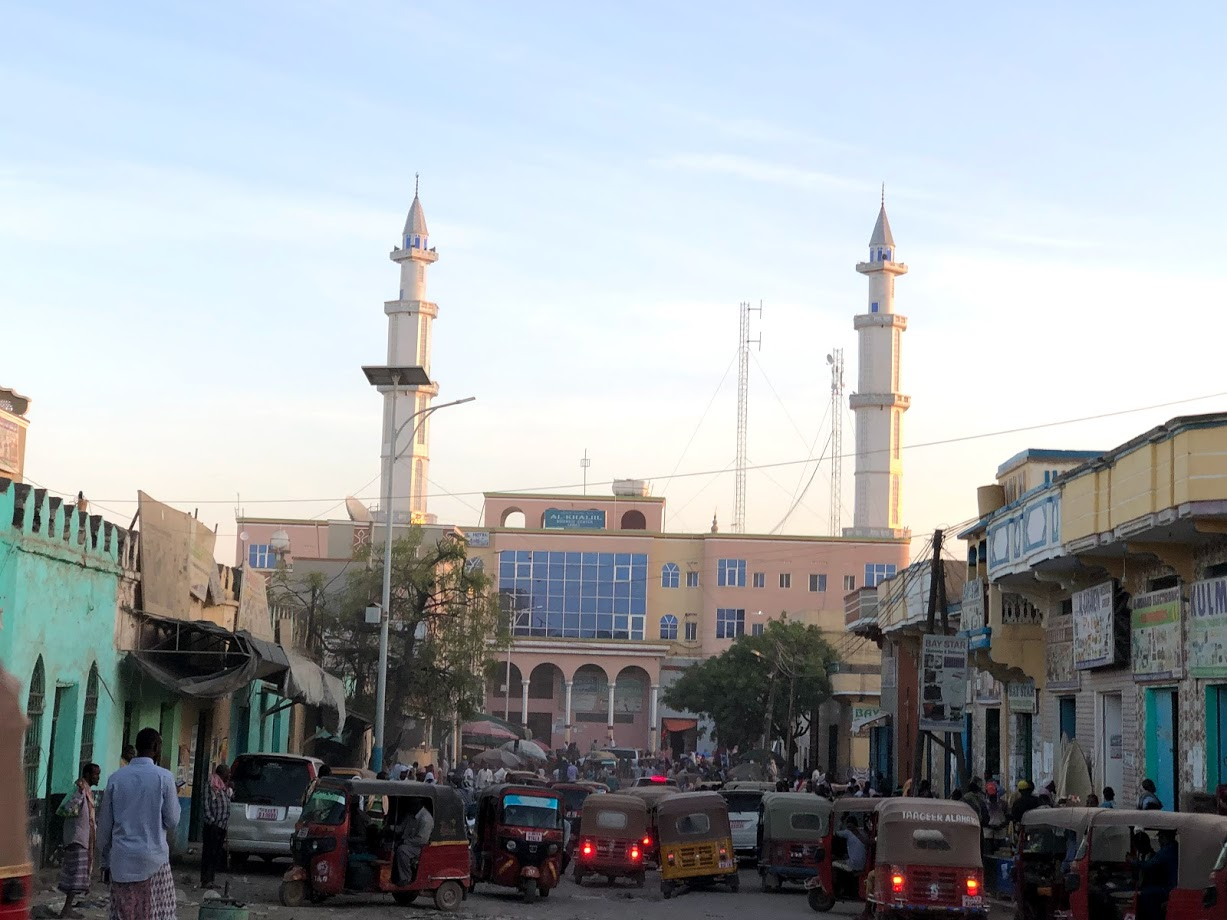
Mosquée.
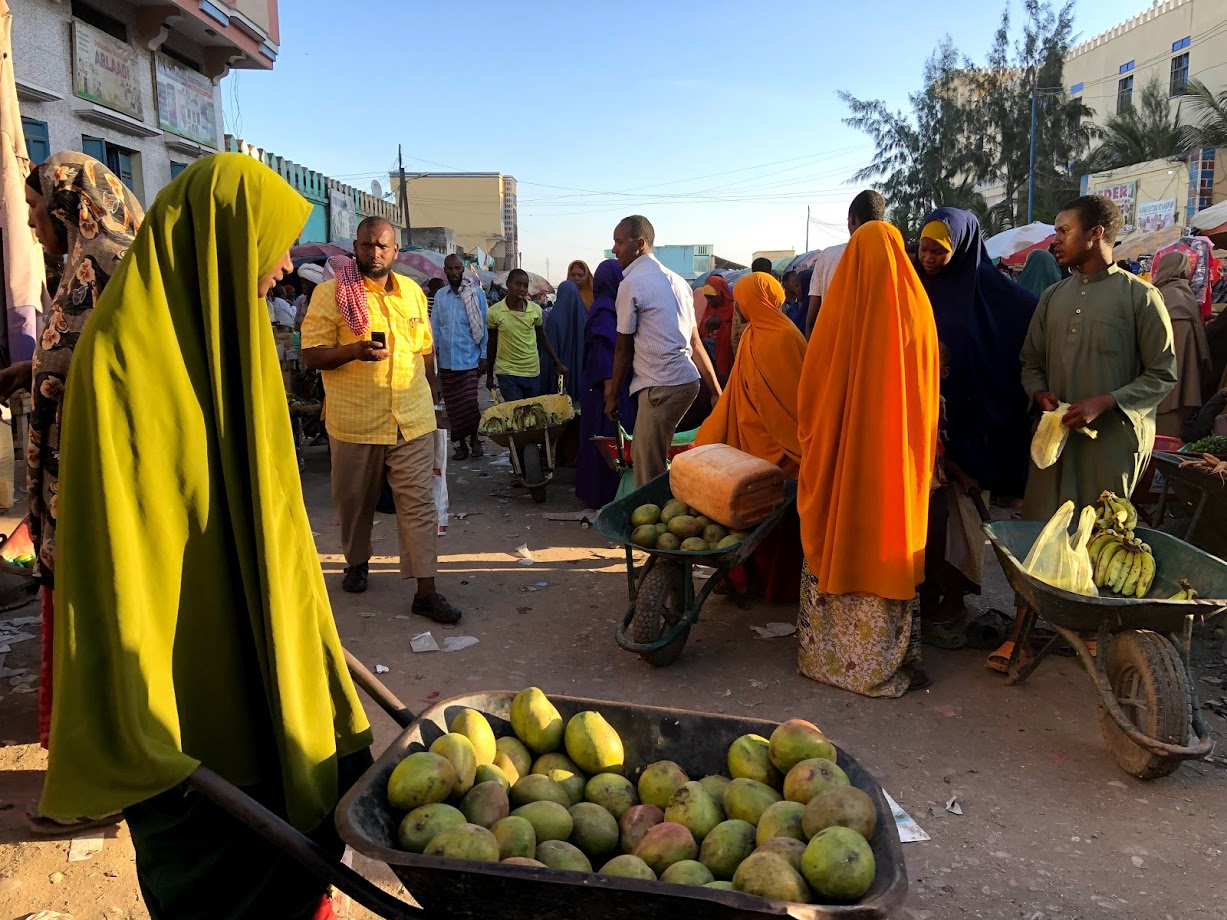
Marché.
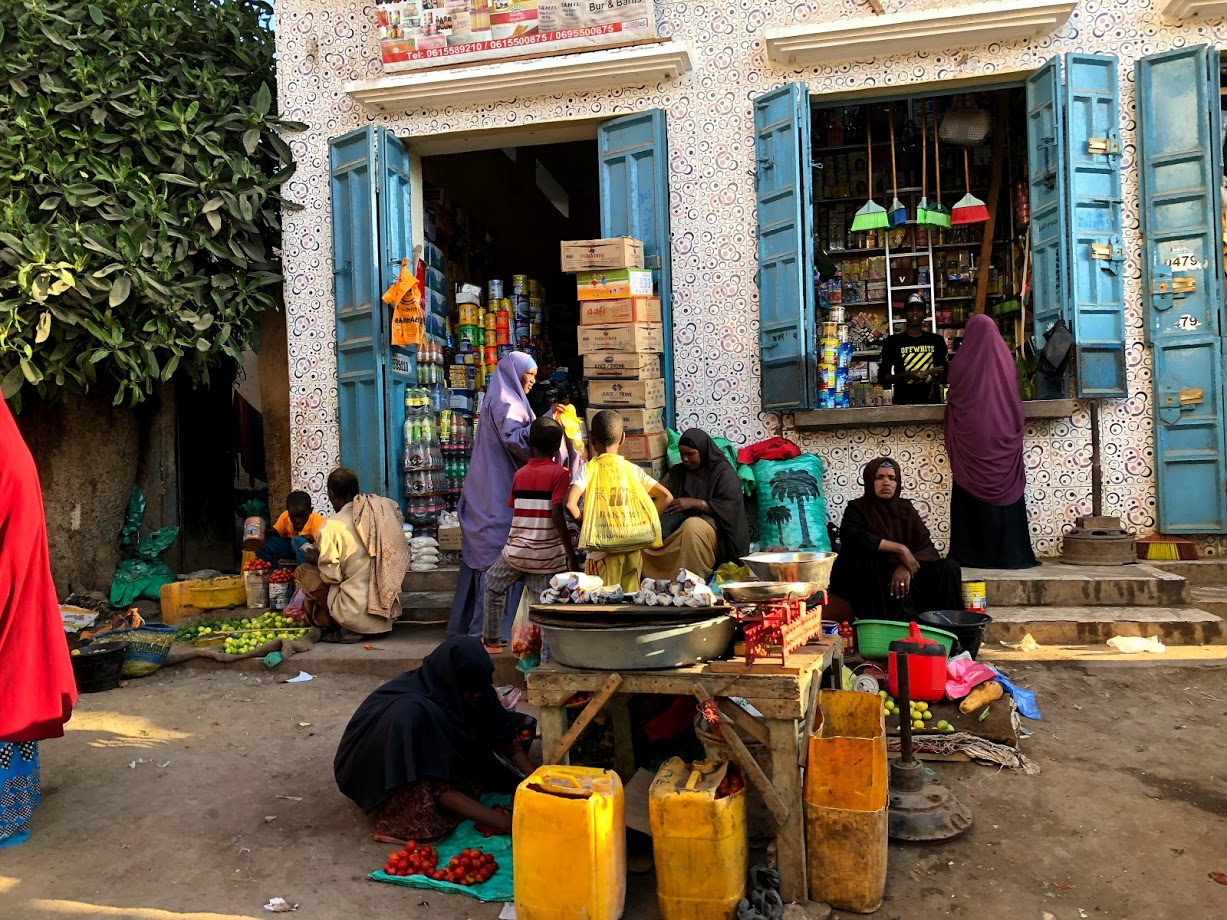
Épicerie.
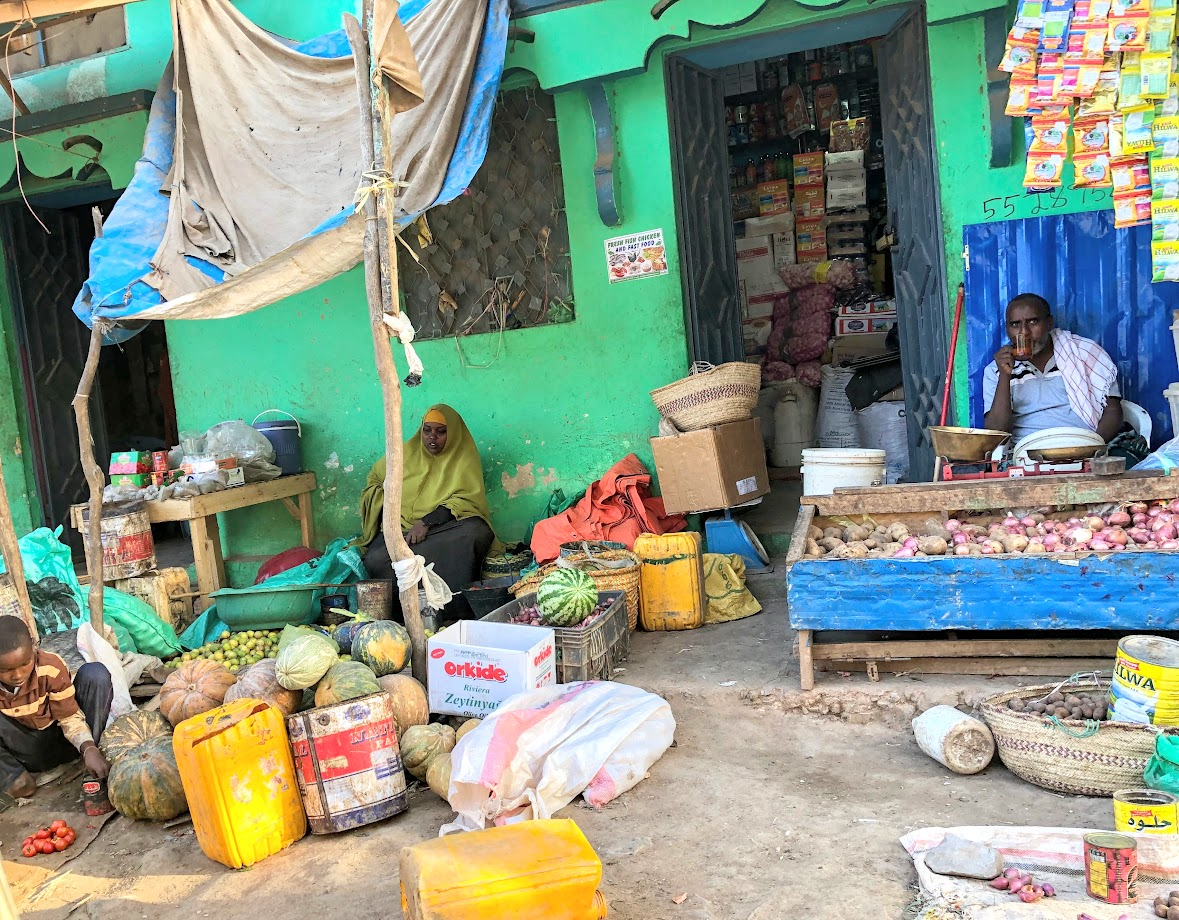
Fruits et légumes.

## Histoire
Baidoa et la région alentour abrite un certain nombre de sites anciens intéressants. Les archéologues ont ainsi trouvé des manifestations d'art rupestre préhistorique à la périphérie de la ville, dans le village de Buur Heybe.
Au Moyen Âge, Baidoa et ses environs faisait partie du Sultanat d'Ajuran. Ce régime couvrait une grande partie du sud de la Somalie et de l’Éthiopie orientale, avec son domaine s'étendant de Mareeg dans le nord, à Qelafo à l'ouest, et à Kismayo dans le sud.
À l'époque moderne, la région de Baidoa a fait partie du Sultanat Geledi. Ce royaume a finalement été incorporé dans la Somalie italienne en 1908 et a pris fin en 1910 avec la mort de son dernier Sultan Osman Ahmed. Après l'indépendance, en 1960, la ville devient le centre d'un district.
En 2005, face à la montée en puissance de l'union des tribunaux islamiques, maîtres d'une grande partie du pays, le président du gouvernement fédéral de transition, Abdullah Yusuf Ahmed, s'est réfugié à Baidoa.
Le gouvernement éthiopien s'inquiète des victoires militaires des tribunaux islamiques, qui ont conquis Mogadiscio et qui ont avancé à environ 60 kilomètres de Baidoa. Alliée à Abdullah Yusuf Ahmed, l'Éthiopie décide en 2006 de déployer ses forces à la frontière des deux pays. Puis, le 20 juillet, elle envoie une partie de ces forces dans la région de Bay, une centaine de véhicules militaires étant notamment signalés par des journalistes à Baidoa, ce que dément le gouvernement éthiopien. Le parlement fédéral de transition s'établit alors en ville jusqu’à ce que les Al-Shabbaab en prennent le contrôle le 26 janvier 2009.
Le 22 février 2012, la ville est reprise par l'armée Éthiopienne et les forces du gouvernement fédéral de transition somalien sans combat après un retrait des Al-Shabbaab.
La ville de 800 000 habitants voit sa population doubler entre 2020 et 2022 face à l'afflux de réfugiés fuyant la sécheresse et la famine dans les campagnes. Un quart des foyers du district de Baidoa n’ont ni eau ni nourriture, et un tiers souffrent de malnutrition aiguë.

## Administration
C'est la capitale de la région administrative de Bay, qui fut initialement habitée par les clans Digil et Mirifle.

## Démographie

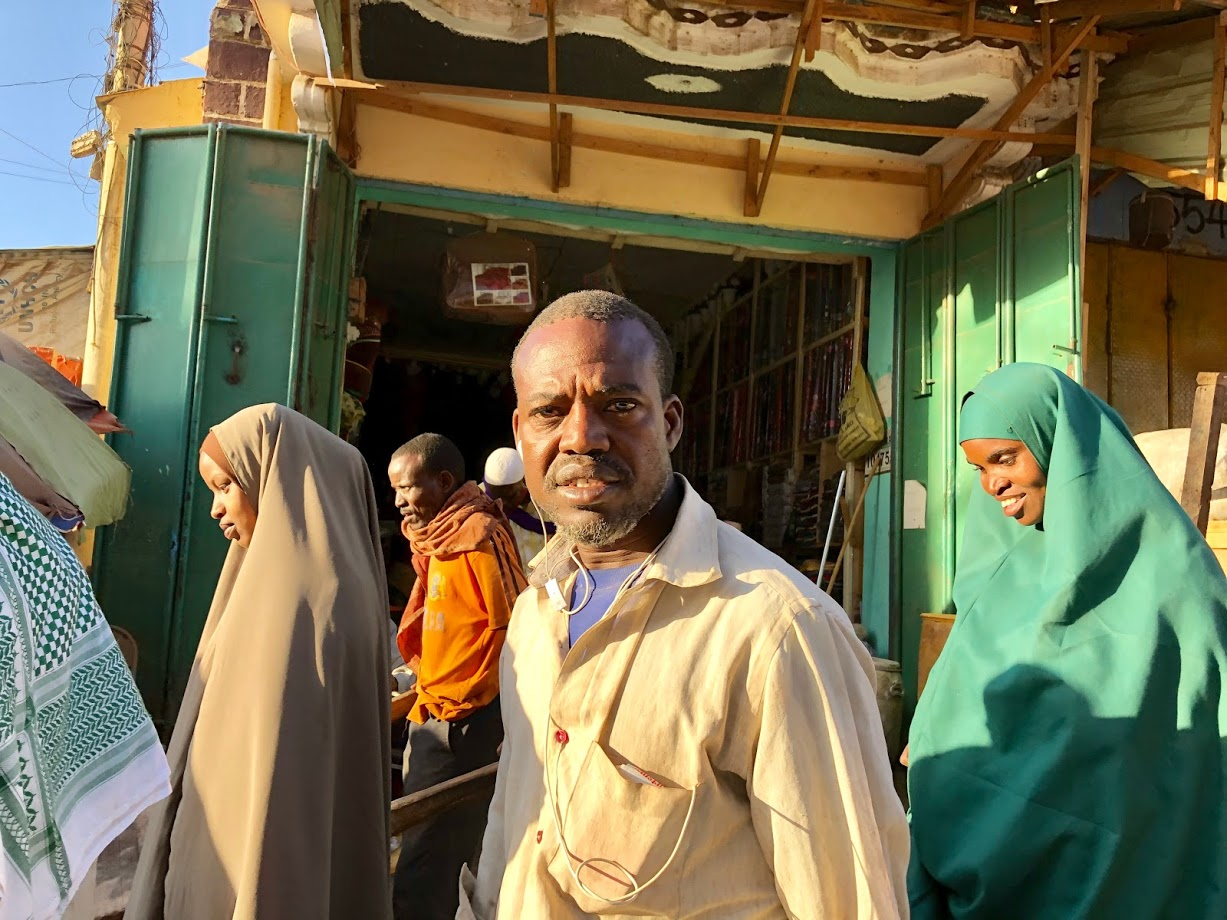
Habitants de Baidoa.

En 2000, Baidoa a une population d'environ 157 500 habitants. Le district de Baidoa a une population totale de 227 761 habitants. La ville est située au centre de l'une des zones les plus peuplées du pays. C'est une ville culturellement diversifiée, avec de nombreux résidents locaux provenant d'autres parties du pays.
En outre, Baidoa est la région de la langue Maay, une langue chamito-sémitique, principalement parlée par les clans Digil et Mirifle, dans le sud de la Somalie,. L'usage de cette langue s'étend de la frontière sud-ouest de l'Éthiopie à la région proche de la bande côtière entre Mogadiscio et Kismayo. La langue Maay diffère considérablement, dans sa structure et sa phonologie, du somali. Toutefois, les orateurs maay utilisent assez souvent le somali comme lingua franca.

## Personnalités
- Hawa Aden Mohamed (1949- ), militante somalienne des droits des femmes.
- Nuruddin Farah (1945-), écrivain somalien de langue anglaise.